# Oswald Westerberg

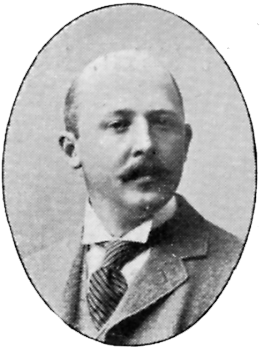
Oswald Westerberg.

Oswald Gavin Westerberg, född den 11 augusti 1868 i Alingsås landsförsamling, död 11 november 1934 i Göteborg, var en svensk arkitekt och tecknare.
Han var son till Johan August Westerberg och Jemina Marshall Andersson och gift första gången 1902–1913 med Christina Mathilda Staël von Holstein och från 1915 med Amanda Regina Karlsson. Westerberg studerade vid Chalmers tekniska institut i Göteborg 1883–1887 och vid Kungliga tekniska högskolan 1887–1889 samt vid Konstakademien 1889–1892. Han hade därefter anställning i London och var från 1896 bosatt i Göteborg, där firman Hollander & Westerberg företrädesvis ägnade sig åt villabyggnader. Som tecknare utförde han förutom arkitekturteckningar fritt gestaltande bilder med bland annat tennisspelare på Särö.

## Verk i urval
- Götabergsgatan 24-30, Göteborg (1898-1900)
- Engelbrektsgatan 24, Göteborg (1899)
- Engelbrektsgatan 26-28, Göteborg (1901)
- Lorensberg 58:12, Kristinelundsgatan 5, Göteborg (1902)
- Lorensberg 58:1, Kristinelundsgatan 7, Göteborg (1902)
- Villa vid Parkgatan 4, Göteborg (1906)
- Bottenvåning, entré och portgång till Dicksons handelshus, Södra Hamngatan 5, Göteborg (1917)
- Villor i Särö, Kungsbacka:
  - Solliden (1905)
  - Villan Särö 1:377 (1905)
  - Stallarhöjden, Särö 1:269 (1908)
  - Åsen, Särö 1:447 (1908)
  - Tillbyggnad av våning på Skogshyddan (1912)
  - Furuhöjd, Särö 1:504 (1917)
  - Munkekullen II, Särö 1:477 (1918)
  - Dambadhuset (1927, rivet 1961)